# Prémios do Cinema Europeu de 2011
A 24ª Edição dos Prémios do Cinema Europeu (em inglês: 24th European Film Awards) foi apresentada no dia 3 de dezembro de 2011, por Anke Engelke. Esta edição ocorreu em Berlim, Alemanha.
Os vencedores foram selecionados pelos mais de 2.500 membros da Academia de Cinema Europeu. As nomeações para estes prémios foram anunciadas a 5 de novembro de 2011, no Festival de Cinema Europeu de Sevilha.

## Vencedores e nomeados
A cor de fundo       indica os vencedores.

### Melhor filme
| Filme             | Título no Brasil      | Título em Portugal   | Diretor/Realizador  | Produção (país)                        |
| ----------------- | --------------------- | -------------------- | ------------------- | -------------------------------------- |
| Melancholia       | Melancolia            | Melancolia           | Lars von Trier      | Dinamarca / Suécia / França / Alemanha |
| The Artist        | O Artista             | O Artista            | Michel Hazanavicius | França                                 |
| Le Gamin au vélo  | O Garoto de Bicicleta | O Miúdo da Bicicleta | Irmãos Dardenne     | Bélgica / França / Itália              |
| Hævnen            | Em um Mundo Melhor    | Num Mundo Melhor     | Susanne Bier        | Dinamarca / Suécia                     |
| The King's Speech | O Discurso do Rei     | O Discurso do Rei    | Tom Hooper          | Reino Unido                            |
| Le Havre          | O Porto               | Le Havre             | Aki Kaurismäki      | Finlândia / França / Alemanha          |

### Melhor diretor/realizador
| Diretor/Realizador | Nacionalidade (país) | Filme            | Título no Brasil      | Título em Portugal   |
| ------------------ | -------------------- | ---------------- | --------------------- | -------------------- |
| Susanne Bier       | Dinamarca            | Hævnen           | Em um Mundo Melhor    | Num Mundo Melhor     |
| Irmãos Dardenne    | Bélgica              | Le Gamin au vélo | O Garoto de Bicicleta | O Miúdo da Bicicleta |
| Aki Kaurismäki     | Finlândia            | Le Havre         | O Porto               | Le Havre             |
| Béla Tarr          | Hungria              | A torinói ló     | O Cavalo de Turim     | O Cavalo de Turim    |
| Lars von Trier     | Dinamarca            | Melancholia      | Melancolia            | Melancolia           |

### Melhor atriz
| Atriz                | Nacionalidade (país)      | Filme                       | Título no Brasil               | Título em Portugal         |
| -------------------- | ------------------------- | --------------------------- | ------------------------------ | -------------------------- |
| Tilda Swinton        | Reino Unido               | We Need to Talk about Kevin | Precisamos Falar sobre o Kevin | Temos de Falar sobre Kevin |
| Kirsten Dunst        | Alemanha / Estados Unidos | Melancholia                 | Melancolia                     | Melancolia                 |
| Cécile de France     | Bélgica                   | Le Gamin au vélo            | O Garoto de Bicicleta          | O Miúdo da Bicicleta       |
| Charlotte Gainsbourg | França / Reino Unido      | Melancholia                 | Melancolia                     | Melancolia                 |
| Nadezhda Markina     | Rússia                    | Elena                       |                                | Elena                      |

### Melhor ator
| Ator              | Nacionalidade (país) | Filme             | Título no Brasil   | Título em Portugal         |
| ----------------- | -------------------- | ----------------- | ------------------ | -------------------------- |
| Colin Firth       | Reino Unido          | The King's Speech | O Discurso do Rei  | O Discurso do Rei          |
| Jean Dujardin     | França               | The Artist        | O Artista          | O Artista                  |
| Mikael Persbrandt | Suécia               | Hævnen            | Em um Mundo Melhor | Num Mundo Melhor           |
| Michel Piccoli    | França               | Habemus Papam     | Habemus Papam      | Habemus Papam - Temos Papa |
| André Wilms       | França               | Le Havre          | O Porto            | Le Havre                   |

### Melhor argumentista/roteirista
| Argumentista/Roteirista | Nacionalidade (país) | Filme            | Título no Brasil      | Título em Portugal   |
| ----------------------- | -------------------- | ---------------- | --------------------- | -------------------- |
| Irmãos Dardenne         | Bélgica              | Le Gamin au vélo | O Garoto de Bicicleta | O Miúdo da Bicicleta |
| Anders Thomas Jensen    | Dinamarca            | Hævnen           | Em um Mundo Melhor    | Num Mundo Melhor     |
| Aki Kaurismäki          | Finlândia            | Le Havre         | O Porto               | Le Havre             |
| Lars von Trier          | Dinamarca            | Melancholia      | Melancolia            | Melancolia           |

### Melhor diretor de fotografia
| Diretor de fotografia | Nacionalidade (país) | Filme             | Título no Brasil  | Título em Portugal                   |
| --------------------- | -------------------- | ----------------- | ----------------- | ------------------------------------ |
| Manuel Alberto Claro  | Dinamarca            | Melancholia       | Melancolia        | Melancolia                           |
| Fred Kelemen          | Alemanha / Hungria   | A torinói ló      | O Cavalo de Turim | O Cavalo de Turim                    |
| Guillaume Schiffman   | França               | The Artist        | O Artista         | O Artista                            |
| Adam Sikora           | Polónia              | Essential Killing |                   | Essential Killing - Matar para Viver |

### Melhor editor/montador
| Editor/Montador         | Nacionalidade (país) | Filme             | Título no Brasil  | Título em Portugal |
| ----------------------- | -------------------- | ----------------- | ----------------- | ------------------ |
| Tariq Anwar             | Índia / Reino Unido  | The King's Speech | O Discurso do Rei | O Discurso do Rei  |
| Mathilde Bonnefoy       | França               | Drei              | Triângulo Amoroso | Três               |
| Molly Malene Stensgaard | Dinamarca            | Melancholia       | Melancolia        | Melancolia         |

### Melhor diretor de arte
| Diretor de arte | Nacionalidade (país) | Filme              | Título no Brasil  | Título em Portugal         |
| --------------- | -------------------- | ------------------ | ----------------- | -------------------------- |
| Jette Lehmann   | Dinamarca            | Melancholia        | Melancolia        | Melancolia                 |
| Paola Bizzarri  | Itália               | Habemus Papam      | Habemus Papam     | Habemus Papam - Temos Papa |
| Antxón Gómez    | Espanha              | La piel que habito | A Pele que Habito | A Pele Onde Eu Vivo        |

### Melhor compositor
| Compositor        | Nacionalidade (país) | Filme              | Título no Brasil  | Título em Portugal  |
| ----------------- | -------------------- | ------------------ | ----------------- | ------------------- |
| Ludovic Bource    | França               | The Artist         | O Artista         | O Artista           |
| Alexandre Desplat | França               | The King's Speech  | O Discurso do Rei | O Discurso do Rei   |
| Alberto Iglesias  | Espanha              | La piel que habito | A Pele que Habito | A Pele Onde Eu Vivo |
| Mihály Vig        | Hungria              | A torinói ló       | O Cavalo de Turim | O Cavalo de Turim   |

### Melhor documentário
| Documentário          | Título no Brasil | Título em Portugal | Diretor/Realizador     | Produção (país)                              |
| --------------------- | ---------------- | ------------------ | ---------------------- | -------------------------------------------- |
| Pina                  | Pina             | Pina               | Wim Wenders            | Alemanha                                     |
| Stand van de Sterren  |                  |                    | Leonard Retel Helmrich | Países Baixos                                |
| ¡Vivan las Antipodas! |                  |                    | Victor Kossakovsky     | Alemanha / Países Baixos / Argentina / Chile |

### Melhor filme de animação
Os nomeados para Melhor Filme de Animação foram selecionados por uma Comissão composta por membros do Conselho dos Prémios do Cinema Europeu e representantes da Associação Europeia de Cinema de Animação.
| Filme             | Título no Brasil | Título em Portugal | Diretor/Realizador                           | Produção (país)       |
| ----------------- | ---------------- | ------------------ | -------------------------------------------- | --------------------- |
| Chico & Rita      | Chico e Rita     | Chico e Rita       | Tono Errando Javier Mariscal Fernando Trueba | Espanha / Ilha de Man |
| Le Chat du rabbin | O Gato do Rabino | O Gato do Rabino   | Antoine Delesvaux Joann Sfar                 | França                |
| Une vie de chat   | Um Gato em Paris |                    | Jean-Loup Felicioli Alain Gagnol             | França / Bélgica      |

### Filme revelação - Prémio da crítica (FIPRESCI)
Os nomeados para Melhor Filme de Estreia foram selecionados por uma Comissão composta por representantes dos Prémios do Cinema Europeu e da Federação Internacional de Críticos de Cinema.
| Filme            | Título no Brasil | Título em Portugal | Diretor/Realizador | Produção (país)         |
| ---------------- | ---------------- | ------------------ | ------------------ | ----------------------- |
| Adem             |                  |                    | Hans Van Nuffel    | Bélgica / Países Baixos |
| Atmen            |                  |                    | Karl Markovics     | Áustria                 |
| Michael          |                  | Michael            | Markus Schleinzer  | Áustria                 |
| Smukke mennesker |                  |                    | Mikkel Munch-Fals  | Dinamarca               |
| Tilva Roš        |                  |                    | Nikola Ležaić      | Sérvia                  |

### Melhor curta-metragem
Os nomeados para Melhor Curta-Metragem foram selecionados por um júri independente em vários festivais de cinema por toda a Europa.
| Curta-metragem      | Diretor/Realizador      | Produção (país)        | Festival                  |
| ------------------- | ----------------------- | ---------------------- | ------------------------- |
| The Wholly Family   | Terry Gilliam           | Itália                 | Festival de Drama         |
| Berik               | Daniel Joseph Borgman   | Dinamarca              | Festival de Gent          |
| Små barn, stora ord | Lisa James-Larsson      | Suécia                 | Festival de Valladolid    |
| Händelse vid bank   | Ruben Östlund           | Suécia                 | Festival de Cork          |
| Derby               | Paul Negoescu           | Roménia                | Festival de Bristol       |
| Jessi               | Mariejosephin Schneider | Alemanha               | Festival de Angers        |
| I lupi              | Alberto de Michele      | Itália / Países Baixos | Festival de Roterdão      |
| Återfödelsen        | Hugo Lilja              | Suécia                 | Festival de Berlim        |
| Apele tac           | Anca Miruna Lăzărescu   | Alemanha / Roménia     | Festival de Tampere       |
| Paparazzi           | Piotr Bernaś            | Polónia                | Festival de Cracóvia      |
| La gran carrera     | Kote Camacho            | Espanha                | Festival de Grimstad      |
| Dimanches           | Valéry Rosier           | Bélgica                | Festival de Vila do Conde |
| Tse                 | Roee Rosen              | Israel                 | Festival de Sarajevo      |
| Opowieści z chłodni | Grzegorz Jaroszuk       | Polónia                | Festival de Locarno       |
| Hypercrisis         | Josef Dabernig          | Áustria                | Festival de Veneza        |

### Melhor coprodução - Prémio Eurimages
- Mariela Besuievsky

### Prémio de carreira
- Stephen Frears

### Prémio de mérito europeu no Cinema Mundial
- Mads Mikkelsen

### Prémio especial honorário
- Michel Piccoli

### Prémio do Público
O vencedor do Prémio Escolha do Público foi escolhido por votação on-line.
| Filme                | Título no Brasil                     | Título em Portugal                   | Diretor/Realizador           | Produção (país)                                 |
| -------------------- | ------------------------------------ | ------------------------------------ | ---------------------------- | ----------------------------------------------- |
| The King's Speech    | O Discurso do Rei                    | O Discurso do Rei                    | Tom Hooper                   | Reino Unido                                     |
| Konferenz der Tiere  | Animais Unidos Jamais Serão Vencidos | Animais Unidos Jamais Serão Vencidos | Reinhard Klooss Holger Tappe | Alemanha                                        |
| También la lluvia    | Também a Chuva                       | Também a Chuva                       | Icíar Bollaín                | Espanha                                         |
| Hævnen               | Em um Mundo Melhor                   | Num Mundo Melhor                     | Susanne Bier                 | Dinamarca / Suécia                              |
| Les Petits Mouchoirs | Até a Eternidade                     | Pequenas Mentiras entre Amigos       | Guillaume Canet              | França                                          |
| Potiche              | Potiche - Esposa Troféu              | Potiche - Minha Rica Mulherzinha     | François Ozon                | França / Bélgica                                |
| Unknown              | Desconhecido                         | Sem Identidade                       | Jaume Collet-Serra           | Alemanha / Estados Unidos, Reino Unido / França |
| Benvenuti al Sud     |                                      | Bem-vindo ao Sul                     | Luca Miniero                 | Itália                                          |

## Netografia
- «Vencedores dos EFA 2010» (em inglês)
- «Nomeados para os EFA 2010» (em inglês)